# Округ Њутон (Тексас)
Округ Њутон (енгл. Newton County) је округ у америчкој савезној држави Тексас. По попису из 2010. године број становника је 14.445.

## Демографија
Према попису становништва из 2010. у округу је живело 14.445 становника, што је 627 (4,2%) становника мање него 2000. године.
| Група             | 2000.          | 2010.          |
| Белци             | 11.157 (74,0%) | 10.825 (74,9%) |
| Афроамериканци    | 3.118 (20,7%)  | 2.901 (20,1%)  |
| Азијати           | 40 (0,3%)      | 62 (0,4%)      |
| Хиспаноамериканци | 571 (3,8%)     | 403 (2,8%)     |
| Укупно            | 15.072         | 14.445         |